# مستشفى الرئيس محمود عباس الحكومي
مستشفى الرئيس محمود عباس الحكومي هو إحدى المُستشفيات الحكومية التابعة لوزارة الصحة الفلسطينية. يقع في مدينة حلحول بمحافظة الخليل في جنوب الضفة الغربية وقد بدأ إنشاءه في عام 2018.

افتتح المستشفى لتقديم الخدمة في سبتمبر 2022، وقد بلغت قدرته السريرية 19 سريرًا وعدد موظفيه 66 موظفًا.
| توزيع القوى العاملة في المستشفى (2022) | توزيع القوى العاملة في المستشفى (2022) | توزيع القوى العاملة في المستشفى (2022) | توزيع القوى العاملة في المستشفى (2022) | توزيع القوى العاملة في المستشفى (2022) | توزيع القوى العاملة في المستشفى (2022) | توزيع القوى العاملة في المستشفى (2022) | توزيع القوى العاملة في المستشفى (2022) |
| إدارة وخدمات                           | مهن طبية مساندة                        | قابلة                                  | ممرض                                   | صيدلاني                                | طبيب أسنان واختصاصي                    | طبيب اختصاصي                           | طبيب عام                               |
| -------------------------------------- | -------------------------------------- | -------------------------------------- | -------------------------------------- | -------------------------------------- | -------------------------------------- | -------------------------------------- | -------------------------------------- |
| 7                                      | 9                                      | 0                                      | 39                                     | 1                                      | 0                                      | 3                                      | 7                                      |

## لمحة تاريخية
كانت أعمال بناء مستشفى الرئيس محمود عباس الحكومي والتي تولتها شركة الإخوة العرب قد بدأت في أغسطس من عام 2018 على مساحة بلغت 6500 متر مربع، قبل أن تنتهي التجهيزات ويتم افتتاح المُستشفى في شهر نوفمبر من عام 2021 لعلاج مرضى كوفيد-19. تخدم المُستشفى نحو ثمانمائة ألف مواطن من أهالي مدينة حلحول والمدن والبلدات الواقعة في شمال محافظة الخليل بالإضافة إلى أهالي محافظة بيت لحم.
في 9 مارس 2021 أصدر الرئيس محمود عباس خلال اجتماع مجلس الوزراء الفلسطيني رقم 99 قرارًا بالموافقة على تعيين كادر طبي بشكل طارئ لتلبية الاحتياجات العاجلة لوزارة الصحة على أثر جائحة فيروس كورونا، وكانت مستشفى الرئيس محمود عباس على رأس المنشئات الصحية المُستهدفة بالطواقم الطبية المعينة إلى جانب مستشفيات ومنشآت صحية أخرى من أبرزها مستشفى دورا، وأكاديمية أريحا، ومركز قشدة الطبي، ومركز بديا، ومجمع فلسطين الطبي، ومستشفى الهلال الأحمر بنابلس، ومديرية صحة أريحا.

## معرض صور

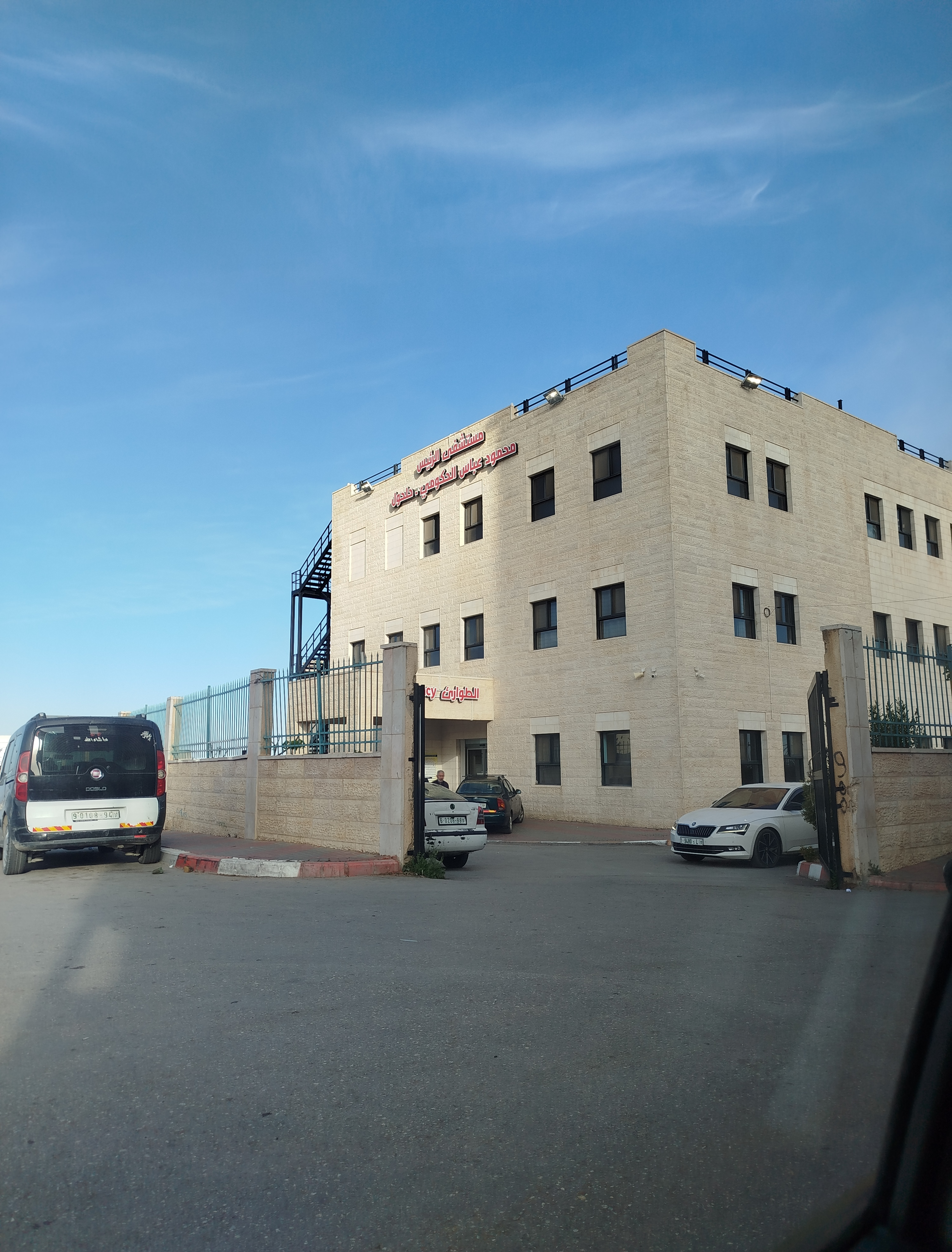
مستشفى الرئيس محمود عباس الحكومي في حلحول